# Grottes du Trou Noir
Grottes du Trou Noir este o arie protejată (sit de importanță comunitară — SCI) din Franța întinsă pe o suprafață de 179 ha, integral pe uscat.

## Localizare
Centrul sitului Grottes du Trou Noir este situat la coordonatele 44°39′57″N 0°02′13″W / 44.66583°N 0.03694°V.

## Înființare
Situl Grottes du Trou Noir a fost declarat arie specială de conservare în baza directivei 92/43 din 1992 referitoare la conservarea habitatelor naturale și a faunei și florei sălbatice pentru a proteja 5 specii de animale.

## Biodiversitate
Situată în ecoregiunea atlantică, aria protejată conține 1 habitat natural: Peșteri inaccesibile publicului.
La baza desemnării sitului se află mai multe specii protejate de  mamifere (5): liliac cu aripi lungi (Miniopterus schreibersii), liliac cu urechi de șoarece (Myotis blythii), liliac comun (Myotis myotis), liliacul mare cu potcoavă (Rhinolophus ferrumequinum), liliacul mic cu potcoavă (Rhinolophus hipposideros).